# Lispe apicalis
Lispe apicalis este o specie de muște din genul Lispe, familia Muscidae, descrisă de Josef Mik în anul 1869. Conform Catalogue of Life specia Lispe apicalis nu are subspecii cunoscute.